# Дью-Ист
Дью-Ист (англ. Due East) — американский кинофильм в жанре драма. Экранизация книги Валери Сейерс. В России был показан по русской версии телеканала «Hallmark».
Не рекомендуется детям до 16 лет.

## Сюжет
Старшеклассница Мэри Фейс Рэпл не совсем обычный подросток. Она получает государственную поощрительную стипендию, проходит общеобразовальный курс обучения. Заботится об овдовевшем отце. И вдруг неожиданно понимает, что она беременна. Вскоре её жизнь изменится навсегда…

Трогательная история о поисках любви, веры и дружбы в трудный период жизни девушки-подростка в небольшом городке Дью-Ист.